# Amfibieën
De amfibieën (Amphibia) vormen een klasse van gewervelde, koudbloedige dieren met een naakte, relatief gladde huid. De naam amfibie is afgeleid van het Griekse woord amphí-bios (ἀμφί-βιος), wat dubbel-levend betekent. Dit verwijst naar de typerende levenswijze van amfibieën: ze kunnen zowel in het water als op het land overleven.
Amfibiën kenmerken zich door de metamorfose in hun ontwikkeling: de larven die uitsluitend in water kunnen leven ontwikkelen zich tot luchtademende adulten met longen. Amfibieën gebruiken hun huid als een secundair ademhalingsoppervlak; sommige kleine salamanders en kikkers zijn zelfs volledig ingesteld op huidademhaling. Door hun complexe reproductieve behoeften en doorlatende huid zijn amfibieën uitstekende ecologische indicatoren. In de afgelopen decennia zijn amfibiepopulaties in diverse delen van de wereld sterk achteruitgegaan.
Tot de amfibieën behoren de kikkers (Anura), de salamanders (Caudata) en de wormsalamanders (Gymnophiona). In totaal zijn er ruim 8200 beschreven soorten. Hiervan behoren er ongeveer 7300 tot de kikkers (inclusief padden), 760 tot de salamanders en 200 soorten tot de wormsalamanders. Sinds 1985 is het totaal aantal wetenschappelijk geaccepteerde benoemde soorten amfibieën met ruim 60% toegenomen. Samen met de reptielen worden amfibieën bestudeerd in de wetenschapstak herpetologie.

## Uiterlijke kenmerken

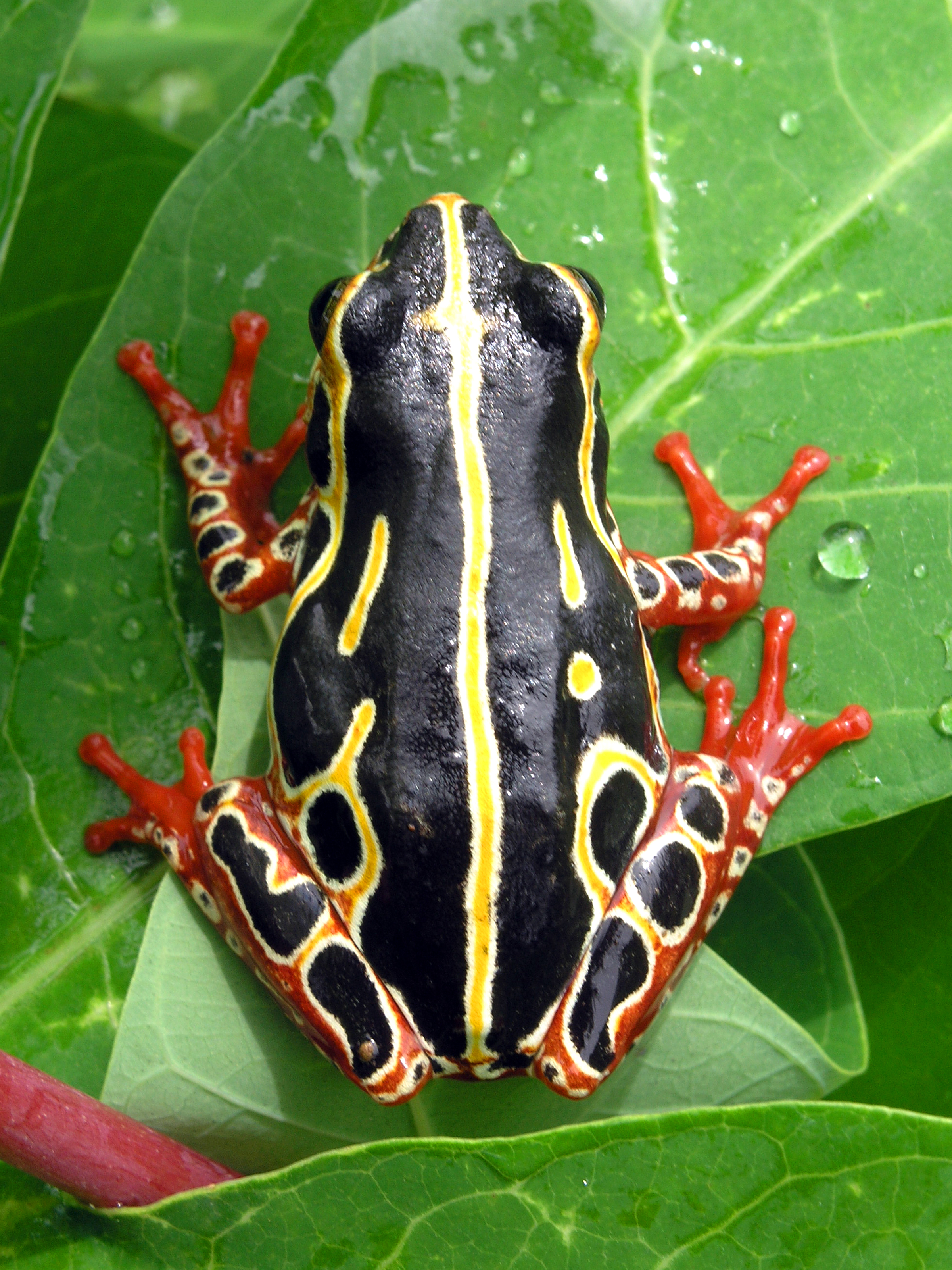
De bonte kleuren van deze rietkikker (Hyperolius) zijn karakteristiek voor giftige soorten

### Kikkers en padden
Kikkers hebben een peervormig lichaam, een stompe kop, zeer brede bek en altijd vier poten. De kikkers hebben sterk gespierde en lange achterpoten, die bij veel soorten dienen om grote afstanden te springen. Alle kikker- en paddensoorten, ook zij die amper kunnen springen, zijn daarnaast vaak redelijke zwemmers dankzij de krachtige achterpoten. De meer waterbewonende soorten hebben zwemvliezen tussen de tenen om beter te zwemmen.

### Salamanders
Salamanders hebben een langgerekt lichaam en een lange staart. Er zijn enkele salamandersoorten die slechts twee poten hebben. Wormsalamanders lijken op grote wormen en hebben helemaal geen functionele poten meer. Salamanders drukken juist de pootjes tegen het lichaam, maken kronkelende bewegingen met het lijf en gebruiken voornamelijk de staart bij het zwemmen.

### Huid
In het water levende amfibieën hebben een water- en zuurstofdoorlatende huid die daarom zeer dun is. Toch hebben vele amfibieën, zowel salamanders als kikkers, aanpassingen om in koelere gebieden een winterslaap te houden. De huid wordt dan droger en meer waterafstotend waardoor ze langere tijd op het land onder stenen of in holletjes kunnen verblijven.
Een typisch kenmerk van alle amfibieën is dat de huid vele klieren bevat. Deze hebben voornamelijk een slijmvormende functie, daarnaast produceren alle amfibieën gifstoffen of andere irriterende substanties met vaak duidelijk zichtbare klieren op de kop achter het oog, de parotoïden. Veel Europese kikkers hebben twee duidelijk zichtbare huidplooien aan weerszijden van de rug, de dorsolaterale lijsten. Veel soorten kikkers en salamanders en met name de padden hebben vele kleine, wratachtige bobbeltjes op de rug, die eveneens een klierfunctie hebben.
Amfibieën moeten net als reptielen regelmatig vervellen, maar doen dit meestal 's nachts en binnen korte tijd, waardoor dit maar zelden wordt waargenomen. Het vervellen is een intensieve bezigheid en veel amfibieën sperren de bek wijd open, maken kronkelende bewegingen met het lichaam, blazen zich op of schuren langs voorwerpen om de huid te laten scheuren. De huid is vliesachtig en doorzichtig en wordt meestal opgegeten.

### Spierstelsel
Hoewel veel amfibieën nogal sloom overkomen, hebben ze een goed ontwikkeld spierenstelsel, waarmee salamanders bijvoorbeeld snel weg kunnen schieten onder water door krachtige kronkelende bewegingen te maken met het lichaam. Sommige kikkers kunnen relatief grote afstanden afleggen met hun achterpoten; gravende soorten zoals de knoflookpad zijn in staat zich razendsnel in te graven. De rugstreeppad is ook uitgesproken snel en loopt met korte muisachtige sprintjes. 's Nachts kan deze soort zich over flinke afstanden verplaatsen.

## Ademhaling
Amfibieën ademen niet met behulp van het middenrif en de ribben, maar vullen de longen door middel van keelademhaling. Als de longen nog leeg zijn, wordt eerst de verbinding tussen longen en keelholte (de glottis) gesloten, de neusgaten gaan open en de bodem van de keel wordt naar beneden gebracht, zodat de keelholte en bek zich vullen met lucht. Daarna sluiten de neusgaten, de glottis opent zich en de longen worden gevuld. Door spierwerking in het lichaam wordt de lucht weer de keelholte ingepompt. De neusgaten openen zich en de mondbodem wordt omhoog gebracht. Daarna herhaalt het proces zich weer. Ook reptielen maken in meer of minder mate gebruik van deze ademwijze.
Amfibieën ademen zowel met longen als door de huid, de verhouding daarvan verschilt sterk per groep of zelfs soort. Longloze salamanders hebben bijvoorbeeld geen longen en ademen door de huid. Een ander uiterste is de klauwkikker, die nooit op het land komt en altijd onder water leeft, deze soort heeft rijen zuurstofopnemende cellen op de flanken. Omdat het een kikker is, moet worden geademd aan de oppervlakte, maar deze aanpassing stelt het dier in staat de frequentie te verminderen.

## Evolutie van de amfibieën

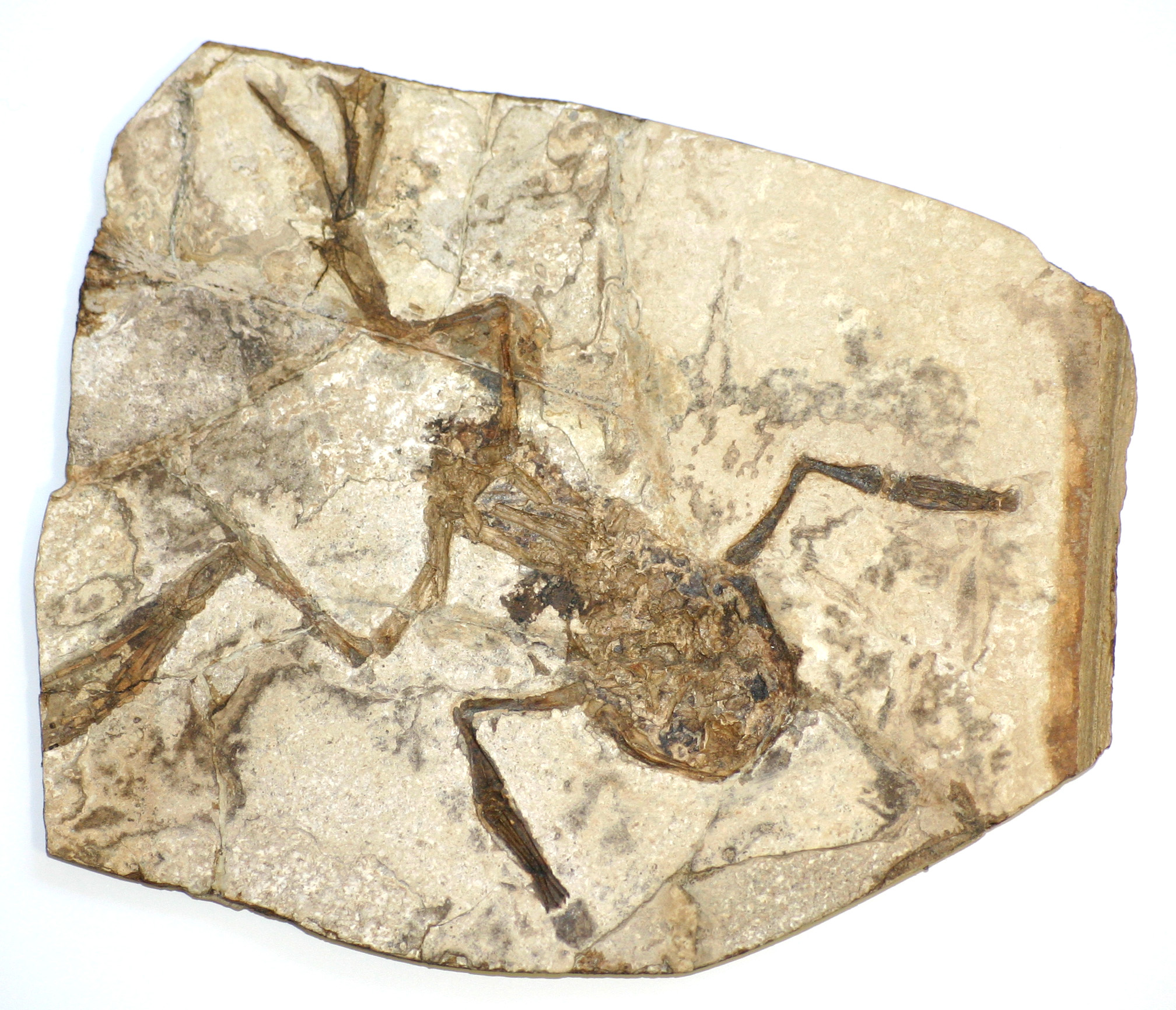
Een gefossiliseerde kikker, misschien Palaeobatrachus gigas uit het Mioceen. Vindplaats: Bechlejovice, Tsjechië.

Amfibieën evolueerden vermoedelijk ongeveer 350 miljoen jaar geleden uit bepaalde vissen. Algemeen worden de Rhipidistia gezien als de voorouders van de amfibieën. Fossielen van de Rhipidistia zijn algemeen in het Midden-Devoon, de eerste fossielen van amfibieën verschijnen in het Laat-Devoon. Er zijn nog geen overgangsvormen gevonden uit de tussenliggende 30 miljoen jaar. De oudste ontdekte amfibie is Elginerpeton gevonden in Schotland uit het Laat-Devoon en is ongeveer 368 miljoen jaar oud. Ook Ichthyostega is afkomstig uit het Laat-Devoon, maar werd gevonden in Groenland en is 363 miljoen jaar oud. Later in het Paleozoïcum kregen de amfibieën een grotere vormenrijkdom. Zo kwamen er pootloze, zwemmende vormen (Aistopoda) en gehoornde vormen (Nectridea). Deze eerste amfibieën worden verondersteld geëvolueerd te zijn uit benige vissen uit de klasse Osteichthyes, die een grote verspreiding kenden tijdens de opkomst van de amfibieën. Er is echter nog geen consensus of de amfibieën zijn ontstaan uit bijvoorbeeld de longvissen waarmee ze enige gelijkenis vertonen, uit de straalvinnigen of uit een andere familie.
Uit de amfibieën evolueerden tijdens het Carboon de Amniota, de voorouders van de huidige vogels, reptielen en zoogdieren.

#### Morfologische kenmerken
Rhipidistia en amfibieën hebben een aantal morfologische kenmerken gemeenschappelijk:
- de bouw van de schedel is vergelijkbaar
- de amfibische ledematen kunnen worden afgeleid van de vinnen van deze vis
- Rhipidistia leefden in ondiep zoet water, en hadden vrijwel zeker longen
- de bouw van de labyrinthodonten, de tanden van Rhipidistia en de vroege amfibieën (Labyrinthodontia) is gelijk
- Rhipidistia zijn de enige vissen die een opening naar de neusgaten in de mond hebben, deze eigenschap wordt bij alle Tetrapoda teruggevonden

## Voortplanting

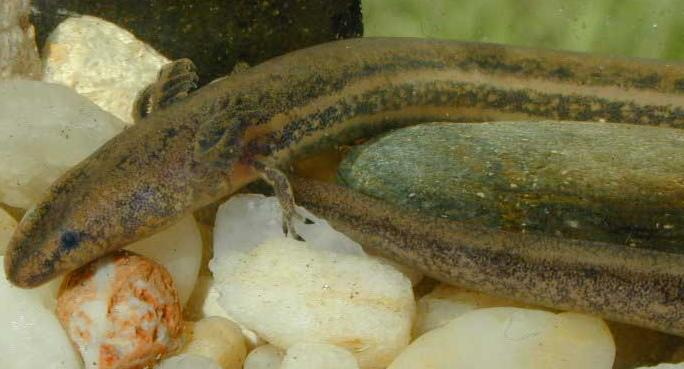
Salamanders uit de familie sirenen (Sirenidae) behouden als volwassen dier de larvale kenmerken, zoals de kieuwen en het sterk afgeplatte lichaam en de hoge, vin-achtige kam op de staart. Deze neotenie komt wel meer voor bij de amfibieën, zoals bij de axolotl (Ambystoma mexicanum)

### Salamanders
Bij salamanders is er meestal sprake van inwendige bevruchting. Het mannetje zet na een baltsritueel een pakketje zaadcellen (spermatofoor) af, dat door de cloaca van het vrouwtje wordt opgenomen.
Bij landsalamanders vindt de bevruchting plaats in de eileider, bij watersalamanders in de cloacaholte. Bij landsalamanders als de vuursalamander ontwikkelen de larven zich al vrij ver in het moederlichaam. In maart worden de larven geworpen in bospoeltjes of beekjes.
De vrouwtjes van inheemse watersalamanders vouwen de eitjes een voor een tussen blaadjes van waterplanten. De salamanderlarven behouden nog lange tijd hun uitwendige kieuwen en hebben een langgerekt lichaam en een flinke bek. Ze eten kleine dierlijke prooien zoals watervlooien. Als ze wat groter worden, eten ze ook diertjes als muggenlarven en andere aquatiele insectenlarven.
Bij salamanders komt nogal eens neotenie voor, dit betekent dat de metamorfose gedeeltelijk of vertraagd is, of in het geheel niet optreedt. Gedeeltelijke metamorfose, die erfelijk gereguleerd is, vindt plaats bij de grottenolm, waarbij de uitwendige kieuwen behouden blijven, maar de voortplantingsorganen zich wel ontwikkelen. Totale neotenie kan optreden in voedselarm water bij jodiumgebrek. In vergelijking met de kikkers is er bij de salamanders een veel geleidelijkere ontwikkeling, zodat de term metamorfose niet zo goed op zijn plaats is.

### Kikkers en padden
Veel kikkers en padden kennen een amplexus; een urenlange tot soms wekenlange omstrengeling van een koppeltje. Het vrouwtje zit onderop en het mannetje, dat vaak veel kleiner blijft, bovenop. Als het vrouwtje eitjes afzet, bevrucht het mannetje deze met zijn sperma. Bij alle kikkers en padden is er sprake van uitwendige bevruchting.
Kikkers zijn over het algemeen landdieren, maar ze zijn voor hun voortplanting in meer of mindere mate van water afhankelijk. De eitjes van kikkers en padden worden niet zelden in grote groepen afgezet (kikkerdril) en hebben nooit een harde schaal, maar een geleiachtig omhulsel. De eieren van kikkers worden in de regel in water afgezet.

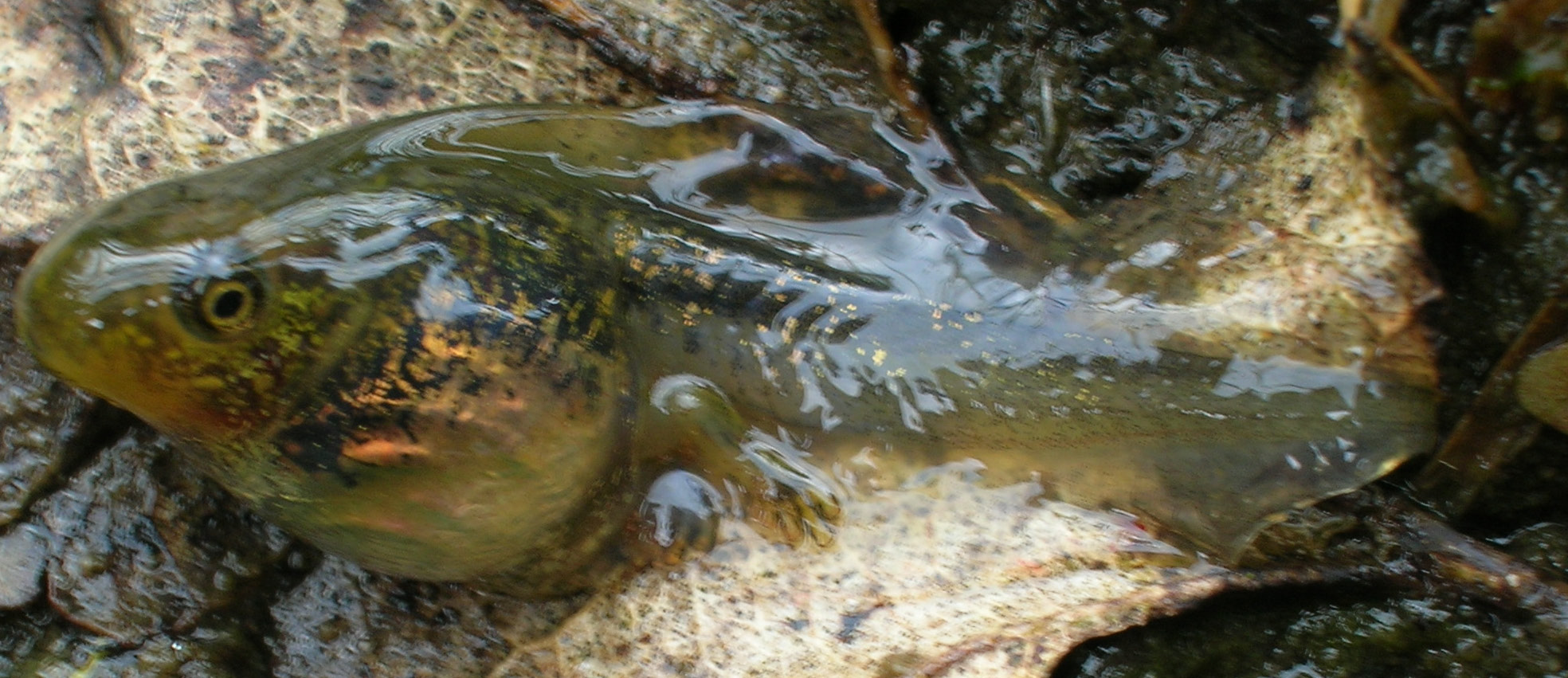
Larve boomkikker met duidelijk zichtbare spiraaldarm

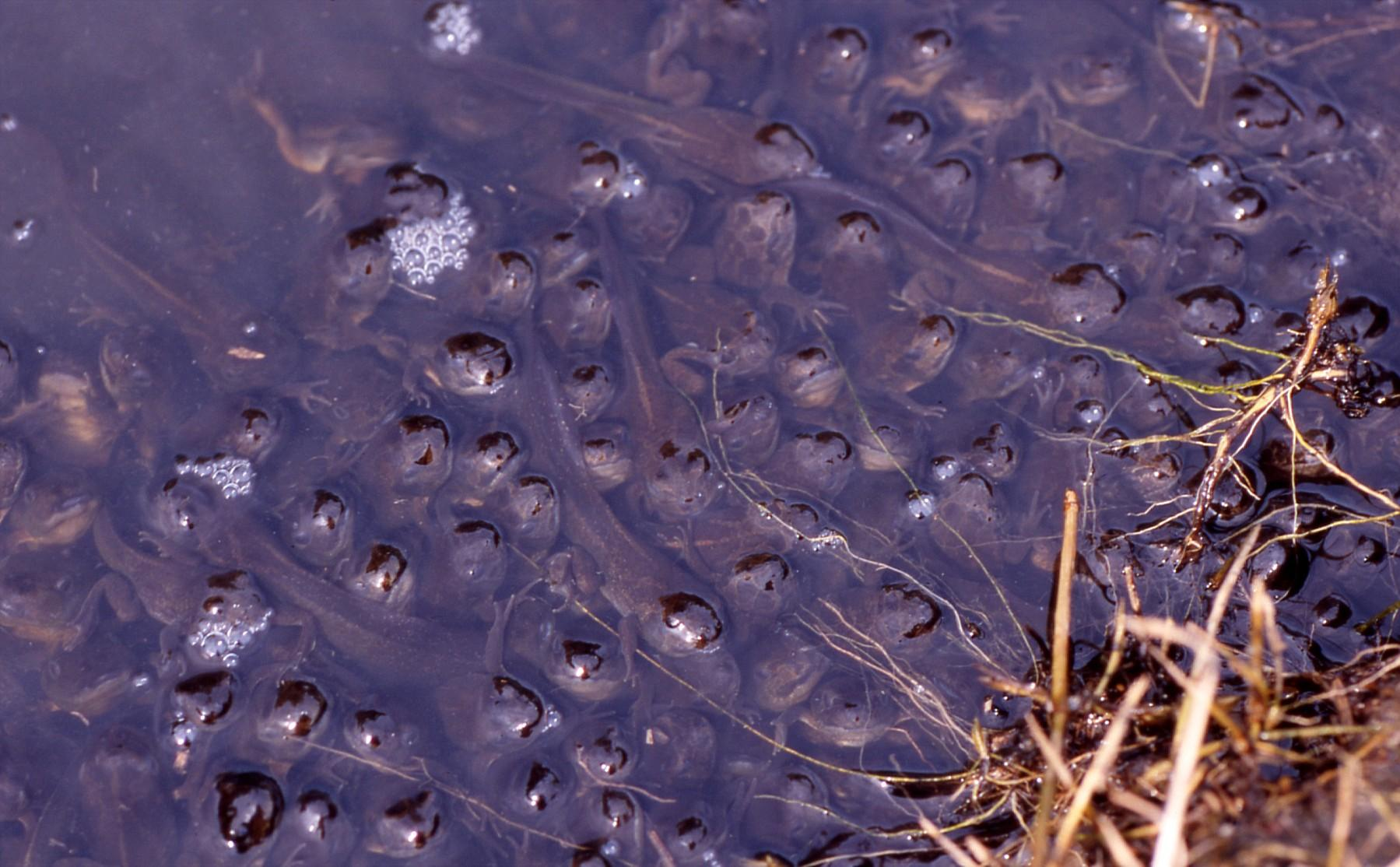
Massale aanwezigheid van larven knoflookpad

Bij het uitkomen hebben ze een visachtig uiterlijk met uitwendige kieuwen, die al snel verdwijnen. Ze hebben een kort bol lichaam met een kleine kop en een hoge, afgeplatte staartvin. Ze hebben een kleine bek met rasptandjes waarmee ze hun voedsel kunnen afschrapen. Hun lange spiraalvormige darm stelt ze in staat om plantaardig voedsel en detritus te verteren.
Ze gaan al snel over op longademhaling, wat ze in staat stelt in enorme dichtheden in kleine poeltjes op te groeien. De larven groeien dan eerst enkele weken of maanden door tot een bepaald formaat. Dan begint een metamorfose van enkele dagen, waarbij de staart verdwijnt, de kop en de bek groter worden en er ook voorpootjes worden gevormd. Voor de metamorfose is schildklierhormoon noodzakelijk. De diertjes eten na de metamorfose alleen nog maar kleine levende diertjes.
Bij sommige soorten kikkers en padden is er sprake van broedzorg. De larven en jonge exemplaren van de pipa leven van en in holtes in de huid van het moederdier. In Australië leefde tot voor kort een familie van kikkers (Rheobatrachidae of maagbroeders) waarvan de larven zich in de maag van de moeder tot jonge kikkertjes ontwikkelden. Deze kikkers zijn al sinds 1985 niet meer waargenomen. Er zijn op dit continent ook kikkers die de larven in heupbuidels van het mannetje laten ontwikkelen. Bij de inheemse vroedmeesterpad neemt het mannetje de eieren nog een tijd lang mee als een snoer gewikkeld om de achterpoten.
Bepaalde kikkers en salamanders (sommige schuimnestboomkikkers en alle grottensalamanders) kennen geen aquatisch larvestadium, ze leggen de eitjes op een vochtige plek en als deze uitkomen, kruipen er direct respectievelijk kleine kikkers of salamanders uit het ei.
Bij de amfibieën is hybridisatie vrij normaal, dit geldt voor zowel kikkers als voor de salamanders. Enkele soorten bestaan volledig uit vrouwtjes, die zich maagdelijk voortplanten (parthenogenese). Dit heeft al tot veel vergissingen en onduidelijkheid geleid bij de indeling van sommige amfibieën. Vooral groene kikkers kennen veel hybriden, die zelf ook weer vruchtbaar zijn. De vinpootsalamander en de kleine watersalamander kunnen ook hybridiseren, maar de nakomelingen zijn waarschijnlijk niet vruchtbaar.

## Levenswijze

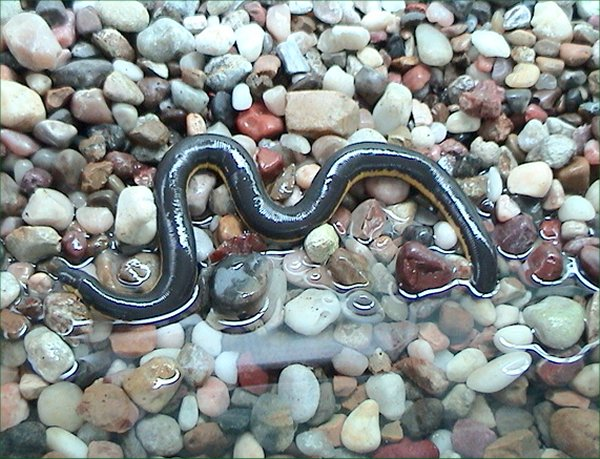
Wormsalamanders leven allemaal ondergronds of in water en worden zelden gezien

Net als reptielen zijn amfibieën koudbloedige dieren. Hun lichaamstemperatuur is dus niet constant, maar afhankelijk van de omgevingstemperatuur. Bijgevolg kunnen ze niet goed functioneren als het te koud of te warm is. Veel amfibieën hebben een veel grotere tolerantie voor kou dan voor warmte. Grottensalamanders leven bijvoorbeeld in wateren van 5 tot 10 °C en overleven kamertemperatuur (24 °C) niet lang. Een aantal soorten kikkers heeft stoffen in het bloed die ze beschermen tegen vorst van enkele graden onder nul. De Amerikaanse boskikker (Rana sylvatica) kan zelfs volledig bevriezen en toch overleven en ontwaken in de lente. Veel amfibieën die in koelere gebieden leven, zoeken in de winter naar beschutte plekken en houden een weken- tot maandenlange winterslaap. Vaak overwinteren amfibieën in de winter ook onder water. In heel warme streken houden veel soorten juist in de zomer een rustperiode, vaak door zich in te graven in de bodem of in de modder, wachtend op vochtige tijden (estivatie).
Voor alle amfibieën die op het land leven geldt dan ook dat ze maar korte tijd in een droge omgeving kunnen leven. In de praktijk blijven ze in de omgeving van oppervlaktewater, zoals de groene kikkers, of ze blijven overdag op plekken met een vochtig microklimaat, zoals de bruine kikker.

## Bedreiging en bescherming
Amfibieën hebben vrijwel allemaal met elkaar gemeen dat ze in aantal en verspreidingsgebied achteruitgaan. Dit heeft verschillende redenen:
- De verandering van het leefgebied zorgt voor habitat-destructie. Doordat voor veel soorten twee habitats nodig zijn, vinden er migraties plaats van het ene naar het andere leefgebied. Zowel het leefgebied op het land als het leefgebied in het water zijn essentieel voor de soort, zodat zowel cultivering van het land als het verdwijnen van de voortplantingswaters funest is. Ook kan tijdens de migratie over verkeerswegen een flinke slachting worden aangericht
- Ziekten; de huidziekte veroorzaakt door de schimmel Batrachochytrium dendrobatidis, waarschijnlijk verspreid door klauwkikkers, is verantwoordelijk voor een grote wereldwijde achteruitgang van kikkers
- Milieuvervuiling speelt vaak ook een grote rol. Het kan gaan om toxische stoffen, verzuring van voortplantingswateren waardoor prooidieren verdwijnen en eieren verschimmelen Ook verdroging en vermesting zijn een oorzaak waardoor terreinen te veel verruigen
- Uv-straling. Sommige kikkers zonnen veel en vaak. Door het gat in de ozonlaag is het mogelijk dat ze te veel blootgesteld worden aan schadelijke straling

Er zijn ook wel soorten die juist baat hebben bij de cultivering van het landschap, zoals dieren die zich meer thuis voelen in rijstvelden, plantages en wijngaarden. Voorbeeldsoorten zijn sommige kikkers die zich prima thuis voelen in bananenplantages, zoals Afrixalus uluguruensis. Steeds meer soorten die ooit zijn beschreven zijn tegenwoordig al lange tijd niet meer waargenomen, zoals de Palestijnse kikker. De gehele kikkerfamilie van de maagbroeders (Rheobatrachidae) is al uitgestorven.

## Taxonomie
Klasse Amfibieën (Amphibia)
- twee uitgestorven ordes: Labyrinthodontia en Lepospondyli
- orde: Caudata, ook wel Urodela genoemd; (Salamanders)
- orde: Anura; (kikkers en padden)
- orde: Gymnophiona of Apoda (Wormsalamanders)

## Amfibieën in Nederland en België
De meeste amfibieën leven in tropische gebieden. Er zijn echter ook een aantal soorten die in meer gematigde gebieden als westelijk Europa voorkomen. Onderstaand een lijst van amfibieën die voorkomen in Nederland en België. Zie ook de Lijst van amfibieën in Nederland en België voor afbeeldingen van de verschillende soorten.

### Kikkers
- Bruine kikker (Rana temporaria)
- Meerkikker (Pelophylax ridibundus)
- Middelste groene kikker (Pelophylax esculenta)
- Heikikker (Rana arvalis)
- Poelkikker (Pelophylax lessonae)
- Boomkikker (Hyla arborea)
- Gewone pad (Bufo bufo)
- Rugstreeppad (Bufo calamita)
- Knoflookpad (Pelobates fuscus)
- Geelbuikvuurpad (Bombina variegata) Alleen in Zuid-Limburg
- Vroedmeesterpad (Alytes obstrectricans) Alleen in Zuid-Limburg
- Groengestipte kikker (Pelodytes punctatus) De noordelijke verspreidingsgrens ligt in Zuid-België.
- Springkikker (Rana dalmatina) Zuid-Belgische Ardennen en Luxemburg.

### Salamanders
- Kleine watersalamander (Lissotriton vulgaris)
- Vuursalamander (Salamandra salamandra)
- Alpenwatersalamander (Mesotriton alpestris)
- Kamsalamander (Triturus cristatus)
- Vinpootsalamander of zwemvoetsalamander (Lissotriton helveticus)
- Italiaanse kamsalamander (Triturus carnifex). De Italiaanse kamsalamander is een lokaal verspreide exoot die afkomstig is uit Italië en Oostenrijk. De soort is echter door uitzetting verspreid, met name op de Veluwe waar het dier zich nu op eigen kracht verspreidt.

## Fotogalerij

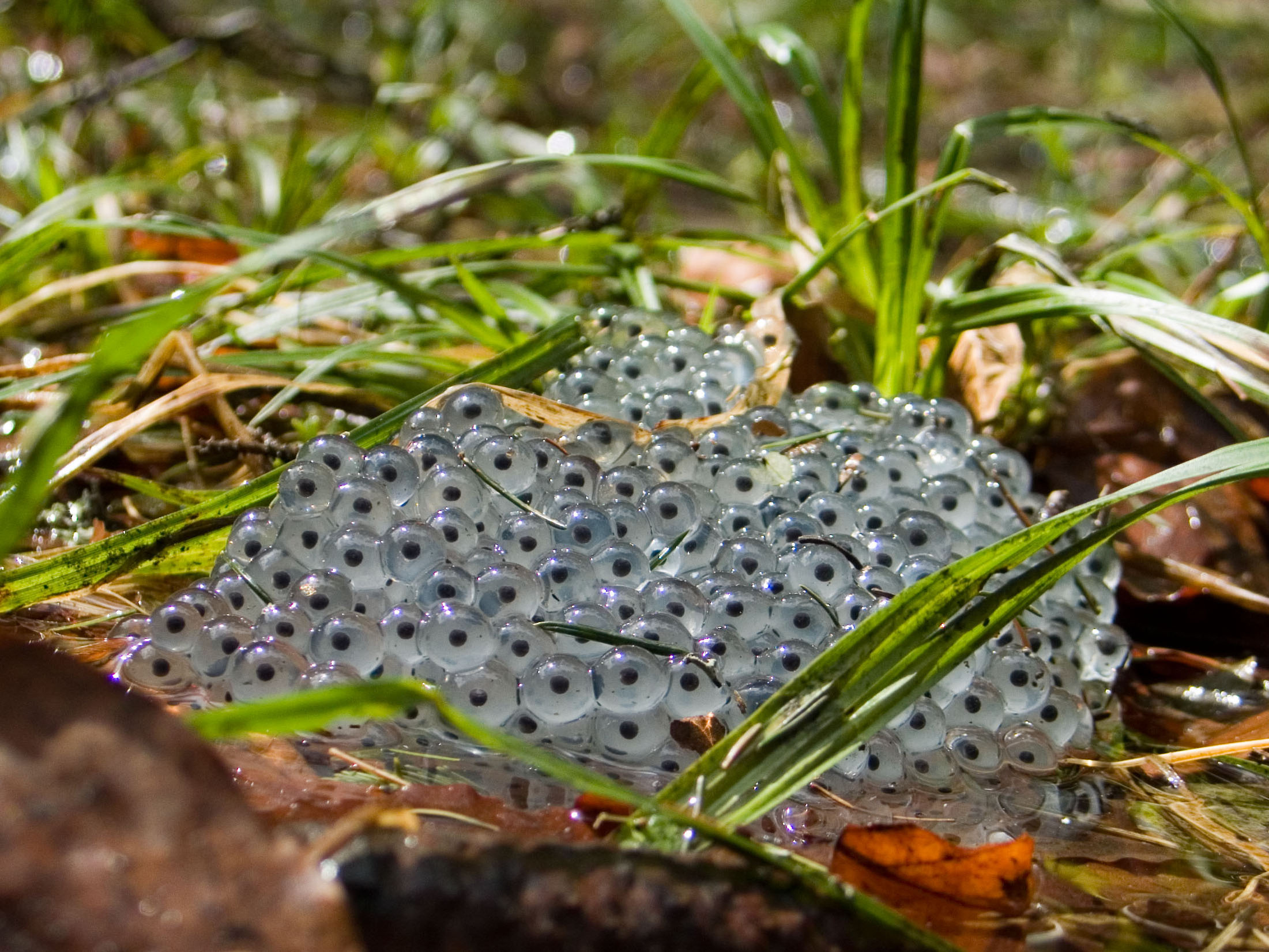
kikkerdril
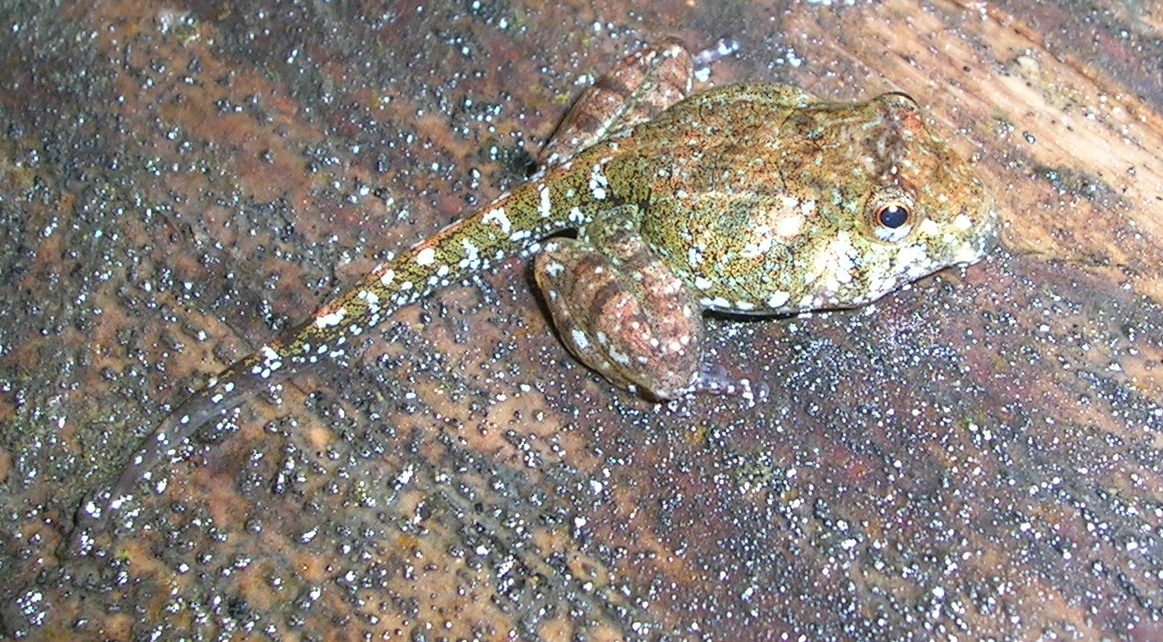
Een bijna volgroeide kikker Indirana semipalmata
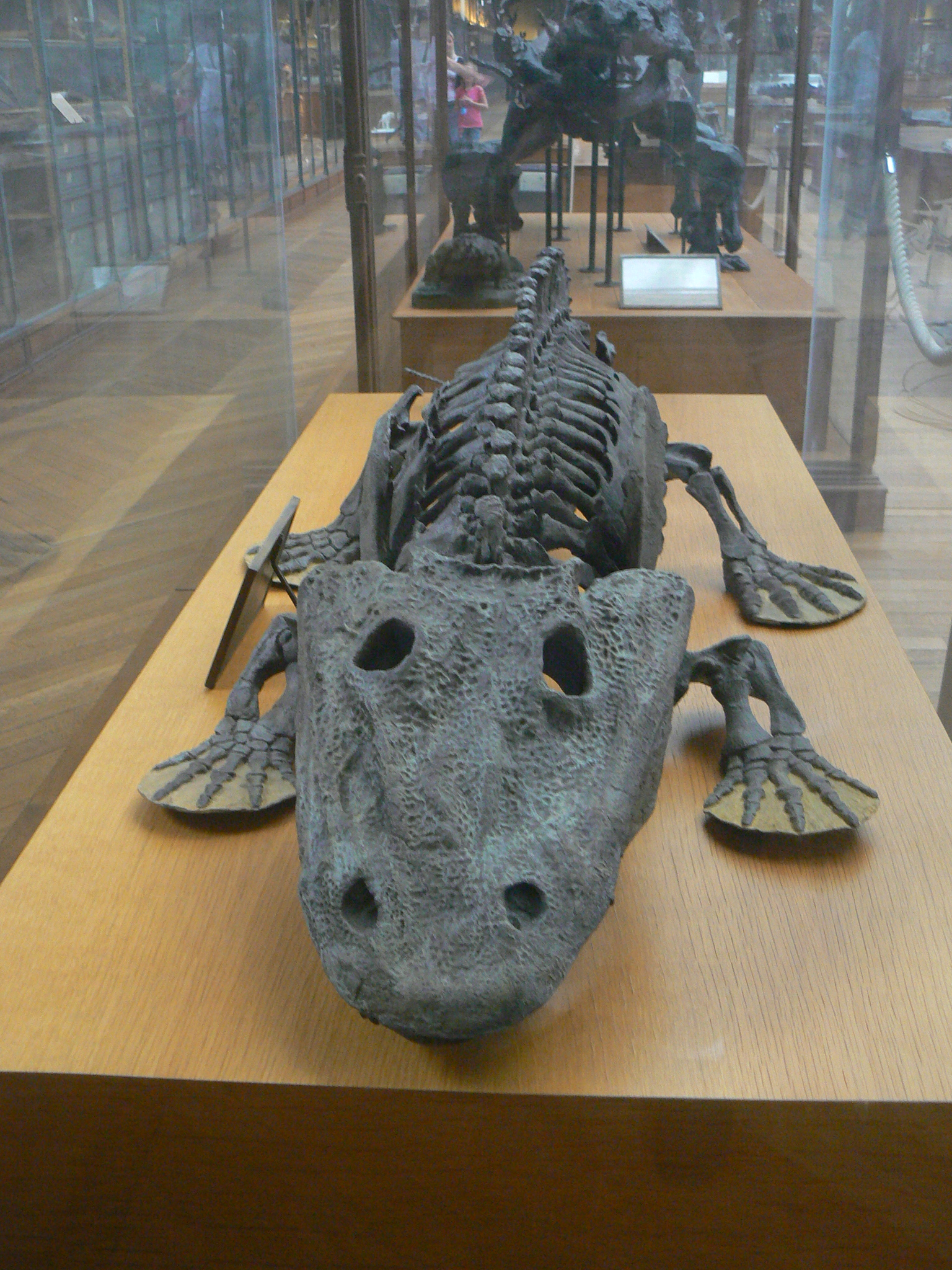
Een uitgestorven voorouder Eryops megacephalus
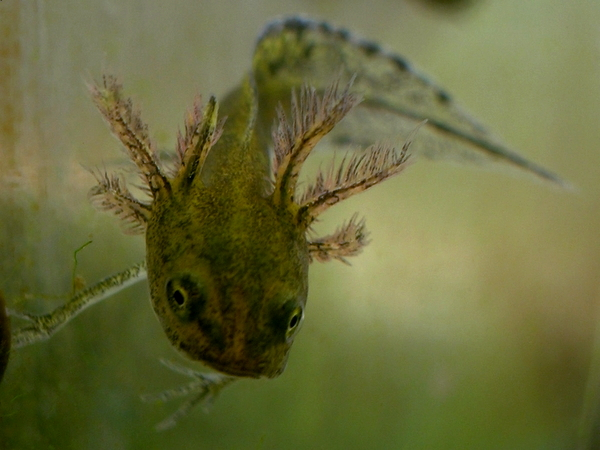
De larve van de kamsalamander